# Пёусти, Вейкко

Вейкко Пёусти

Ве́йкко Хе́нрик Пёусти, Вейкко Пёюсти (фин. Veikko Henrik Pöysti) (26 июня 1909, Хамина, Великое княжество Финляндское — 23 декабря 1942, близ Хельсинки, Финляндия) — финский рабочий-коммунист. Участник антифашистского Движения Сопротивления в Финляндии во время Советско-финской войны 1941—1944 годов. Занимался организацией диверсий. Погиб в перестрелке с полицией.

## Биография
Отец Вейкко, профсоюзный активист Матти Пёусти, воевал в финской гражданской войне на стороне красных, а после их поражения бежал в Советскую Россию.
Как и его родные братья Эйнар и Тайко — Вейкко Пёусти стал участвовать в левом движении в конце 1920-х годов. Тогда же он вступил в комсомол. Был участником военной секции финской компартии.
Неоднократно арестовывался. Первый раз в 1929 году — за оппозиционную деятельность и установление контактов с ВКП (б) (выпущен досрочно в апреле 1934 года). Второй раз в 1935 году — за попытку пересечения границы с Советским Союзом. Приговорен к 6 годам 3 месяцам тюремного заключения. Выпущен 25 мая 1941 года, незадолго до нападения Германии на СССР.
После освобождения Вейкко, опасаясь нового ареста, снова ушёл в подполье. Проживал в округе Хельсинки, где начал вести подпольную работу среди железнодорожных рабочих и организовывать тайные склады оружия и взрывчатки. С конца лета 1941 года вместе с группой товарищей перешёл к организации диверсий. Первая акция — попытка подрыва артиллерийского склада — закончилась неудачей. Исполнители акции были арестованы полицией при попытке подложить взрывчатку.
В июне 1942 года Вейкко в течение одной ночи взорвал в Туусула восемь столбов линии электропередач, а позже один столб в Хювинкяа. Также он поджег силосную башню в Ярвенпяа.
Самая известная акция Вейкко — подрыв железнодорожного моста вблизи Хунсала 1 сентября 1942 года.
Погиб 23 декабря 1942 года на конспиративной квартире в перестрелке с полицией, успев ранить перед смертью троих полицейских.